# Lucian Goian
Lucian Goian (Suceava, 10 febbraio 1983) è un ex calciatore rumeno, di ruolo difensore.

## Biografia
È il fratello minore di Dorin Goian, anch'egli calciatore.

## Carriera
Il 23 marzo 2010, in occasione della semifinale di andata della Coppa di Romania tra Dinamo Bucarest (la sua squadra) e il CFR Cluj nella quale ha segnato la rete dell'1-1 finale, si è infortunato gravemente al ginocchio.

## Statistiche

### Presenze e reti nei club
| Stagione        | Squadra         | Campionato      | Campionato | Campionato | Coppe nazionali | Coppe nazionali | Coppe nazionali | Coppe continentali | Coppe continentali | Coppe continentali | Altre coppe | Altre coppe | Altre coppe | Totale | Totale |
| Stagione        | Squadra         | Comp            | Pres       | Reti       | Comp            | Pres            | Reti            | Comp               | Pres               | Reti               | Comp        | Pres        | Reti        | Pres   | Reti   |
| --------------- | --------------- | --------------- | ---------- | ---------- | --------------- | --------------- | --------------- | ------------------ | ------------------ | ------------------ | ----------- | ----------- | ----------- | ------ | ------ |
| 2019-2020       | Chennaiyin      | ISL             | 17+3       | 1+1        | SC              | 0               | 0               |                    | -                  | -                  |             | -           | -           | 20     | 2      |
| Totale carriera | Totale carriera | Totale carriera | 20         | 2          |                 | 0               | 0               |                    | -                  | -                  |             | -           | -           | 20     | 2      |

## Palmarès

### Club

#### Competizioni nazionali
- Coppa di Romania: 2

Dinamo Bucarest: 2004-2005
CFR Cluj: 2015-2016
- Supercoppa di Romania: 1

Dinamo Bucarest: 2005